# Список 25 лидеров плей-офф НБА по передачам за всю историю лиги
Данный список содержит 25 игроков, сделавших наибольшее количество передач в матчах плей-офф Национальной баскетбольной ассоциации за карьеру. Полный список лидеров в данной номинации опубликован на сайте basketball-reference.com.
В баскетболе «передача» — один из важнейших и наиболее технически сложных элементов, самый главный элемент в игре разыгрывающего защитника. Умение же правильно и точно передать мяч — это основа чёткого, целенаправленного взаимодействия баскетболистов в игре. Результативная передача — пас на игрока, впоследствии поразившего кольцо соперника, она учитывается в финальном протоколе матча. В НБА лучшим игроком по передачам считается игрок с самым большим средним показателем по ним за игру. Эта номинация стала вестись с самого первого сезона НБА.
Лишь два баскетболиста в данный момент раздали более 2000 передач, 3 игрока преодолели рубеж в 1500 ассистов и 15 человек имеют в своём активе более 1000 передач.
Единственным игроком, преодолевшим отметку в 2000 передач, является Мэджик Джонсон, который добился этого результата в плей-офф 1990 года, после чего завершил карьеру по окончании плей-офф 1996 года, установив пока что непревзойдённый рекорд в 2346 баллов. В плей-офф 1998 года рубеж в 1500 передач преодолел Джон Стоктон, закончивший свои выступления в НБА через пять лет с результатом в 1839 ассистов. В плей-офф 2018 года этот результат повторил Леброн Джеймс, до сих пор продолжающий свою профессиональную карьеру, раздав после окончания плей-офф 2025 года 2095 передач. Остальные баскетболисты намного отстают даже от занимающего третье место Стоктона.
Лидером по среднему показателю за игру в настоящее время также является Мэджик Джонсон, который по окончании карьеры имеет в своём активе результат в 12,3 передачи в среднем за игру. Второе место по этому показателю занимает Джон Стоктон, который по итогам своих выступлений набирал по 10,1 ассиста в среднем за игру. На третьем месте идёт продолжающий свою карьеру Джон Уолл, показатель которого на данный момент составляет 9,8 передачи в среднем за игру.
В данный список входят шесть действующих баскетболистов, самым результативным из них является Леброн Джеймс, занимающий пока второе место.

## Легенда к списку
| Поз.    | ЛФ             | ТФ              | Ц         | РЗ                       | АЗ                 | Прим.        |
| Позиция | Лёгкий форвард | Тяжёлый форвард | Центровой | Разыгры- вающий защитник | Атакующий защитник | Приме- чания |

| ^ | Отмечены игроки, выступающие в НБА по сей день                          |
| * | Избраны в Зал славы баскетбола                                          |
|   | Недавно закончил карьеру, но пока не избран в Зал славы                 |
|   | Закончил карьеру более 10 лет назад, но так и не был избран в Зал славы |

## Список
По состоянию на 23 июня 2025 года (на момент окончания плей-офф 2025 года, следующий плей-офф стартует в апреле 2026 года)
| Место | Игрок             | Фото | Поз.   | Год рожд.   | Клубы (годы) | Всего передач | Игр сыграно | Передач за игру | Зал славы | Прим.         |
| ----- | ----------------- | ---- | ------ | ----------- | --- | ------------- | ----------- | --------------- | --------- | ------------- |
| 1     | Мэджик Джонсон*   |      | РЗ     | 1959        | Лос-Анджелес Лейкерс (1980—1991, 1996) | 2346          | 190         | 12,3            | 2002      | [ 8 ] [ 9 ]   |
| 2     | Леброн Джеймс^    |      | ЛФ/ ТФ | 1984        | Кливленд Кавальерс (2006—2010, 2015—2018) Майами Хит (2011—2014) Лос-Анджелес Лейкерс (2020—2021, 2023—2025)                                                         | 2095          | 292         | 7,2             | —         | [ 10 ] [ 11 ] |
| 3     | Джон Стоктон*     |      | РЗ     | 1962        | Юта Джаз (1985—2003) | 1839          | 182         | 10,1            | 2009      | [ 12 ] [ 13 ] |
| 4     | Джейсон Кидд*     |      | РЗ     | 1973        | Финикс Санз (1997—2001) Нью-Джерси Нетс (2002—2007) Даллас Маверикс (2008—2012) Нью-Йорк Никс (2013)                                                                 | 1263          | 158         | 8,0             | 2018      | [ 14 ] [ 15 ] |
| 5     | Крис Пол^         |      | РЗ     | 1985        | Нью-Орлеан/ Оклахома-Сити Хорнетс (2008—2009, 2011) Лос-Анджелес Клипперс (2012—2017) Хьюстон Рокетс (2018—2019) Оклахома-Сити Тандер (2020) Финикс Санз (2021—2023) | 1233          | 149         | 8,3             | —         | [ 16 ] [ 17 ] |
| 6     | Тони Паркер*      |      | РЗ     | 1982        | Сан-Антонио Спёрс (2002—2018) | 1143          | 226         | 5,1             | 2023      | [ 18 ] [ 19 ] |
| 7     | Рэджон Рондо      |      | РЗ     | 1986        | Бостон Селтикс (2008—2012) Даллас Маверикс (2015) Чикаго Буллз (2017) Нью-Орлеан Пеликанс (2018) Лос-Анджелес Лейкерс (2020) Лос-Анджелес Клипперс (2021)            | 1136          | 134         | 8,5             | —         | [ 20 ] [ 21 ] |
| 8     | Джеймс Харден^    |      | АЗ     | 1989        | Оклахома-Сити Тандер (2010—2012) Хьюстон Рокетс (2013—2020) Бруклин Нетс (2021) Филадельфия-76 (2022—2023) Лос-Анджелес Клипперс (2024—2025)                         | 1125          | 173         | 6,5             | —         | [ 22 ] [ 23 ] |
| 9     | Ларри Бёрд*       |      | ЛФ/ ТФ | 1956        | Бостон Селтикс (1980—1988, 1990—1992) | 1062          | 164         | 6,5             | 1998      | [ 24 ] [ 25 ] |
| 10    | Стив Нэш*         |      | РЗ     | 1974        | Финикс Санз (1997—1998, 2005—2008, 2010) Даллас Маверикс (2001—2004) Лос-Анджелес Лейкерс (2013)                                                                     | 1061          | 120         | 8,8             | 2018      | [ 26 ] [ 27 ] |
| 11    | Скотти Пиппен*    |      | ЛФ     | 1965        | Чикаго Буллз (1988—1998) Хьюстон Рокетс (1999) Портленд Трэйл Блэйзерс (2000—2003)                                                                                   | 1048          | 208         | 5,0             | 2010      | [ 28 ] [ 29 ] |
| 12    | Коби Брайант*     |      | АЗ     | 1978 — 2020 | Лос-Анджелес Лейкерс (1997—2004, 2006—2012) | 1040          | 220         | 4,7             | 2020      | [ 30 ] [ 31 ] |
| 13    | Майкл Джордан*    |      | АЗ     | 1963        | Чикаго Буллз (1985—1993, 1995—1998) | 1022          | 179         | 5,7             | 2009      | [ 32 ] [ 33 ] |
| 14    | Дрэймонд Грин^    |      | ТФ/ ЛФ | 1990        | Голден Стэйт Уорриорз (2013—2019, 2022—2023, 2025) | 1020          | 169         | 6,0             | —         | [ 34 ] [ 35 ] |
| 15    | Деннис Джонсон*   |      | РЗ/ АЗ | 1954 — 2007 | Сиэтл Суперсоникс (1978—1980) Финикс Санз (1981—1983) Бостон Селтикс (1984—1990)                                                                                     | 1006          | 180         | 5,6             | 2010      | [ 36 ] [ 37 ] |
| 16    | Айзея Томас*      |      | РЗ     | 1961        | Детройт Пистонс (1984—1992) | 987           | 111         | 8,9             | 2000      | [ 38 ] [ 39 ] |
| 17    | Джерри Уэст*      |      | РЗ/ АЗ | 1938        | Лос-Анджелес Лейкерс (1961—1970, 1972—1974) | 970           | 153         | 6,3             | 1980      | [ 40 ] [ 41 ] |
| 18    | Расселл Уэстбрук^ |      | РЗ     | 1988        | Оклахома-Сити Тандер (2010—2014, 2016—2019) Хьюстон Рокетс (2020) Вашингтон Уизардс (2021) Лос-Анджелес Клипперс (2023—2024) Денвер Наггетс (2025)                   | 955           | 135         | 7,1             | —         | [ 42 ] [ 43 ] |
| 19    | Стефен Карри^     |      | РЗ     | 1988        | Голден Стэйт Уорриорз (2013—2019, 2022—2023, 2025) | 953           | 155         | 6,1             | —         | [ 44 ] [ 45 ] |
| 20    | Боб Коузи*        |      | РЗ     | 1928        | Бостон Селтикс (1951—1963) | 937           | 109         | 8,6             | 1971      | [ 46 ] [ 47 ] |
| 21    | Кевин Джонсон     |      | РЗ     | 1966        | Финикс Санз (1989—1998, 2000) | 935           | 105         | 8,9             | —         | [ 48 ] [ 49 ] |
| 22    | Морис Чикс*       |      | РЗ     | 1956        | Филадельфия-76 (1979—1987, 1989) Нью-Йорк Никс (1990—1991) Нью-Джерси Нетс (1993)                                                                                    | 922           | 133         | 6,9             | 2018      | [ 50 ] [ 51 ] |
| 23    | Марк Джексон      |      | РЗ     | 1965        | Нью-Йорк Никс (1988—1992, 2001) Лос-Анджелес Клипперс (1993) Индиана Пэйсерс (1995—1996, 1998—2000) Денвер Наггетс (1996—1997) Юта Джаз (2003) Хьюстон Рокетс (2004) | 905           | 131         | 6,9             | —         | [ 52 ] [ 53 ] |
| 24    | Клайд Дрекслер*   |      | АЗ/ ЛФ | 1962        | Портленд Трэйл Блэйзерс (1984—1994) Хьюстон Рокетс (1995—1998) | 891           | 145         | 6,1             | 2004      | [ 54 ] [ 55 ] |
| 25    | Дуэйн Уэйд*       |      | АЗ/ РЗ | 1982        | Майами Хит (2004—2007, 2009—2014, 2016, 2018) Чикаго Буллз (2017) | 870           | 177         | 4,9             | 2023      | [ 56 ] [ 57 ] |

## Комментарии
1. ↑  Игроки НБА включаются в Зал славы баскетбола не ранее, чем через 5 полных лет после окончания карьеры[5], а с 2016 года этот период был сокращён до четырёх лет[6].
2. ↑  Это список НБА и в него не входят сезоны, проведённые игроками в других лигах, таких как АБА и прочих.
3. ↑  Количество сделанных передач в среднем за игру, округляется до десятых.